# Oblężenie Macherontu
Oblężenie Macherontu – starcie zbrojne w czasie wojny żydowskiej (66–73), które miało miejsce w roku 71 n.e. 
W roku 71 n.e. nowym dowódcą wojsk rzymskich w Judei został legat Lucyliusz Bassus. Po zajęciu twierdzy Herodion, Bassus na czele swoich oddziałów skierował się ku twierdzy Macheront, silnie obsadzonej przez zelotów. Położona była na wysokiej skalistej górze za Jordanem w pobliżu Morza Martwego. Po dojściu w pobliże góry Bassus nakazał zasypać żołnierzom jeden z wąwozów, utrudniający dostęp do miasta. Podczas pracy Rzymianie atakowani byli przez grupy wypadowe obrońców, a największe straty zadawał im oddział pod wodzą młodego wojownika o imieniu Eleazar. Gdy w końcu Rzymianom udało się pochwycić odważnego powstańca, Bassus nakazał wychłostać go w miejscu widocznym dla obrońców. Zagroził też jego ukrzyżowaniem, co skłoniło resztę zelotów do podjęcia rozmów kapitulacyjnych. W ich wyniku zeloci wraz z Eleazarem mieli odejść wolno. Układ nie dotyczył zwykłych mieszkańców, którzy w obawie przed represjami podjęli próbę ucieczki z miasta. Podczas tej ucieczki 1700 mężczyzn padło od mieczy Rzymian, innym udało się uciec. Uciekinierów Rzymianie otoczyli później w lesie niedaleko miasta, zabijając 3000 z nich, w tym ich dowódcę Judę syna Ariego. Straty rzymskie wyniosły 12 zabitych. Pozostałe w mieście kobiety z dziećmi sprzedano w niewolę. Zelotom wraz z puszczonym wolno Eleazarem pozwolono odejść. 
- Wzgórze na którym znajdowała się twierdza Macheront